# 백년산
백년산(百年山)은 강원도 판교군 이하리(梨下里)와 황해북도 신평군 만년노동자구 사이에 있는 산이다. 높이는 1천340m. 아호비령산맥의 주봉 중 하나이다.

## 개요
북쪽 골짜기에서 남강으로 유입되는 두무강의 지류가 시작된다. 남서쪽 골짜기에서는 임진강의 지류인 이상천(리상천)이 발원한다. 산의 기반암은 화강암이고 토양은 갈색산림토이다. 북쪽과 북서쪽, 남쪽에 넓고 깊은 골짜기가 있다. 곰, 호랑이, 사향노루, 고라니 등의 동물이 서식하기도 한다.